# Kwon Heonik
Kwon Heonik, sinh 1962 ở Seoul, là một giáo sư nhân loại học người Hàn Quốc, hiện dạy ở Trinity College, Đại học Cambridge. Ông là nghiên cứu viên về Khoa học xã hội và Giáo sư nghiên cứu Nhân chủng học xã hội tại đây. Ông là một học giả nổi tiếng về chiến tranh.

## Tiểu sử
Kwon Heonik sinh ra ở Seoul, phần lớn tuổi thơ sống ở Daegu, ông lớn lên gần một trại lính của quân đội Hoa Kỳ, trại Henry. Ông là một nhà nhân loại học, đã từng sống và làm việc ở Hoa Kỳ, Liên Xô và Việt Nam.

## Sự nghiệp
Ông đã từng nghiên cứu về một cộng đồng thổ dân du mục ở Siberia và những làng mạc ở miền Trung Việt Nam trước khi ông nghiên cứu về chiến tranh Triều Tiên.
Ông hiện đang là giáo sư nhân loại học ở Trinity College, đại học Cambridge, trước đó từng là giảng viên tại Học viện Kinh tế Chính trị Luân Đôn - LSE.

### Tác phẩm và Giải thưởng
- Giải thưởng Geertz năm 2006, với After the Massacre: Commemoration and Consolation in Ha My and My Lai, Nhà xuất bản Đại học California, 2006.[4][5][6]
- Giải thưởng Kahin năm 2008, với Ghosts of War in Vietnam, Nhà xuất bản Đại học Cambridge, 2008.[4][6][7][8]

### Tác phẩm khác
- The Other Cold War (2010).[4]
- North Korea Beyond Charismatic Politics (2012), đồng tác giả.[4]

Những cuốn sách này đều được dịch sang tiếng Hàn, Nhật và tiếng Pháp.